# Against the Storm
Against the Storm est un jeu vidéo de type city-builder, développé par Eremite Games et publié par Hooded Horse en 2023. Contrairement aux city-builders classiques, il intègre des éléments de roguelike et propose des parties courtes avec des objectifs à atteindre.

## Intrigue
Le jeu se déroule dans un univers fantastique constamment ravagé par le « Cataclysme », qui a détruit l'ancien monde. Le seul refuge est la Cité incandescente, dirigée par la Reine calcinée. Lorsque la tempête s'apaise, la Reine envoie ses émissaires établir des colonies dans le but de rassembler des ressources pour la Cité incandescente jusqu'à ce que le Cataclysme frappe à nouveau, détruisant toutes les colonies au passage.

## Système de jeu
Le joueur est chargé de construire des villages autour de la Cité incandescente. Ces colonies tentent de repousser la forêt, qui corrompt tout ce qui s'y trouve. Le joueur doit rassembler les ressources de la forêt et les transformer en biens et services, comme de la nourriture, du carburant mais aussi des loisirs ou des offices religieux par exemple.
Les cartes, les ressources, les espèces (cinq en tout, trois par partie), les bâtiments disponibles et les clairières sont générés de manière procédurale. Chaque village se voit confier des missions à accomplir, plus ou moins complexes en fonction de l'accès aux ressources et du niveau de difficulté choisi. La forêt comporte également des clairières, petites, dangereuses ou interdites, où se trouvent divers événements et récompenses.
Tout au long de la partie, le joueur fait face à un cycle météorologique en trois phases : la bruine, qui offre des bonus ; l'accalmie, neutre et la tempête, durant laquelle l'hostilité grandit, augmentant le mécontentement des villageois et pouvant avoir d'autres malus.
Les villageois mécontents peuvent abandonner le village ; ils peuvent également mourir. Si les colons sont heureux et les missions accomplies, les joueurs gagnent des points de réputation. La barre de réputation doit être remplie avant celle mesurant l'impatience de la Reine afin de remporter la partie.
Le jeu se déroule par cycle, durant lequel le joueur établit plusieurs colonies et peut tenter de reforger des sceaux, qui lui permettent entre autres d’agrandir ce cycle. Après la constructions de plusieurs colonies, dont le nombre peut varier, le reforgeage d'un sceau ou lorsque le joueur le décide, le Cataclysme est déclenché, tous les villages sont détruits et une nouvelle carte est générée procéduralement.
Comme dans les jeux roguelike modernes, les joueurs peuvent acheter des capacités, réparties sur un arbre de compétence, pour faciliter la construction des prochaines colonies.

## Développement
Against the Storm est d'abord sorti en accès anticipé en octobre 2021. Hooded Horse publie Against the Storm sur Windows le 8 décembre 2023. En 2024, un DLC, Keepers of the Stone, est annoncé. Il sort le 29 septembre 2024, et inclus une nouvelle espèce jouable, les grenouilles.

## Réception
Against the Storm est acclamé sur Metacritic. Le jeu est nommé pour le prix du jeu de stratégie/simulation de l'année lors de la 27e édition des DICE Awards.
Against the Storm reçoit une réception critique élogieuse, décrit comme « un brillant mélange de roguelike, de stratégie et de construction de villes à petite échelle », novateur et bien conçu, renversant les caractéristiques des city-builders. Les critiques louent encore la durée des parties, d'environ une heure, les objectifs stratégiques et sa grande rejouabilité,,.